# Grand Prix Kranj 2007
Il Grand Prix Kranj 2007, quarantesima edizione della corsa, valido come evento dell'UCI Europe Tour 2007 categoria 1.1, si svolse il 2 giugno 2007 su un percorso di 173 km. Fu vinto dallo sloveno Borut Božič, che giunse al traguardo con il tempo di 4h09'09" alla media di 41,662 km/h.
Alla partenza erano presenti 114 ciclisti dei quali 76 portarono a termine il percorso.

## Ordine d'arrivo (Top 10)
| Pos. | Corridore       | Squadra        | Tempo    |
| ---- | --------------- | -------------- | -------- |
| 1    | Borut Božič     | Team LPR       | 4h09'09" |
| 2    | Matej Mugerli   | Liquigas       | a 2"     |
| 3    | Matic Strgar    | Radenska       | s.t.     |
| 4    | Matej Stare     | Radenska       | s.t.     |
| 5    | Paolo Bossoni   | Lampre         | s.t.     |
| 6    | Tomáš Bucháček  | PSK Whirlpool  | a 5"     |
| 7    | Samuele Marzoli | Team LPR       | s.t.     |
| 8    | Massimo Giunti  | Miche          | s.t.     |
| 9    | Mitja Mahorič   | Perutnina Ptuj | s.t.     |
| 10   | Radoslav Rogina | Perutnina Ptuj | s.t.     |